# Monitor Hispano
Monitor Hispano es un periódico en español de Arizona (EE. UU.), que fue creado en julio de 1993, para satisfacer la creciente demanda de hispanos de este Estado, especialmente de mexicanos.
El periódico se edita en Phoenix y en Tucson, siendo el periódico más leído en estas dos ciudades.
El que se edita en Phoenix es un periódico semanal que sale todos los viernes, con una circulación de 19 000 copias semanales según un estudio de "Hispanic track", distribuyéndose por Guadalupe, Chandler, Scottsdale, Tempe, Glendale , Tolleson y últimamente en Apache, pero el 90% de los clientes son de Phoenix. Posee 24 páginas en blanco y negro, y otras 16 en color
Existe otra edición en Tucson, que se distribuye los sábados con otras 20 000 copias por el Sur de California en Nogales y Douglas. Este periódico posee 16 páginas en blanco y negro y 4 en color.
El periódico Cubre las noticias de política local, Nacional e Internacional, además de noticias, actividades, y eventos relacionados con a la comunidad hispana.
Monitor Hispano ofrece también información para el estudiante, sobre escuelas e instituciones y también para el empresario con información sobre la mejor forma de superarse y sobre oportunidades de trabajo para la comunidad hispana.